# Cédric Mathy
Cédric Mathy, född den 2 februari 1970 i Ixelles, Belgien, är en belgisk tävlingscyklist som tog OS-brons i poängloppet vid olympiska sommarspelen 1992 i Barcelona.